# Književnost u 1923.
◄◄ | ◄ | 1920. | 1921. | 1922. | 1923.  | 1924. | 1925. | 1926. | ► | ►►
Arhitektura • Astronomija • Biologija • Film • Fotografija • Glazba • Kazalište • Kemija • Kiparstvo • Knjige • Književnost • Kršćanstvo • Meteorologija • Medicina • Planinarstvo • Politika • Pravo • Promet • Slikarstvo • Strip • Šport • Televizija • Znanost • Zrakoplovstvo • Željeznički promet
Književnost u 1923.

## Svijet

### Nagrade i priznanja
- Nobelova nagrada za književnost:

### Rođenja
- 9. veljače – Brendan Behan, irski književnik, pjesnik, novelist, dramski pisac, novinar, IRA-in aktivist († 1964.)

## Hrvatska i u Hrvata

### Književna djela
- Vučjak Miroslava Krleže

### Rođenja
- 14. veljače – Miljenko Smoje, hrvatski novinar, književnik, i televizijski scenarist († 1995.)

## Vanjske poveznice
|  | Zajednički poslužitelj ima još gradiva o temi Književnost u 1923. |